# Kotdwara
Kotdwara (hindi कोटद्वार) – miasto w północnych Indiach w stanie Uttarakhand, na pogórzu Himalajów Małych.
Populacja miasta w 2001 roku wynosiła 25 400 mieszkańców.